# Droits et Démocratie
Droits et Démocratie (le Centre international des droits de la personne et du développement démocratique) est un organisme investi d'un mandat international et qui a été créé en 1988 par le Parlement canadien pour encourager et appuyer les valeurs universelles des droits humains et promouvoir les institutions et pratiques démocratiques partout dans le monde. Les membres de son conseil d'administration sont nommés par le gouvernement canadien. 
L'organisme est parfois comparé à la NED américaine, fondée par l’administration Reagan pour prendre le relai de certaines activités de propagande auparavant dévolues à la CIA.
Cet organisme a été aboli par le gouvernement de Stephen Harper en avril 2012.

## Réseau Droits et Démocratie
Le Réseau Droits et Démocratie (le “Réseau”) est une initiative à travers laquelle Droits et Démocratie facilite, au sein des universités canadiennes et à l'étranger, l'aménagement d’espaces de réflexion où les étudiants se rencontrent pour proposer et engager des activités de promotion des droits humains et de la démocratie.